# Otto Josias Nicolai Mørch
Otto Josias Nicolai Mørch (17. juli 1799 i Aalborg – 25. juli 1842 i København) var en dansk gartner og far til Otto Andreas Lowson Mørch og Jens Wilcken Mørch.

## Gartner
Mørch, hvis far, A. Lowson Mørch, var kapellan i Aalborg, senere sognepræst i Dronninglund, lærte gartneriet i Rosenborg Have og tog gartnereksamen 1820, eksamen i botanik og botanisk havedyrkning 1823. Efter at have opholdt sig tre år i Holland, hvor han arbejdede i I.V. Schoemachers gartneri, blev han 1826 gartner ved den botaniske have i Lund, og 1829 forflyttedes han til Den Botaniske Have i København. Samme år blev han udnævnt til medlem af gartner-eksamenskommissionen. 1835 foretog han en rejse til England og senere til Tyskland.
26. maj 1826 ægtede han Juliane Dorothea Sjøbeck (1805 – 1880), datter af bogbindermester Johannes Sjøbeck i Lund og Anna Louisa født Bergman. Efter Mørchs død, 25. juli 1842, oprettede enken et blomsterudsalg i København, som blev et af de første, der etableredes ved privat initiativ (det første oprettedes i København 1834 med understøttelse af det danske Landhusholdningsselskab, og endnu i 1866 var der kun fire blomsterudsalg i København).

## Skribent
Mørch har bl.a. skrevet Stedsegjældende Fortegnelse over Blomsterfrø (2. oplag 1838), Anvisning til at ordne Træer, Buske og urteagtige Planter efter Havekunstens Regler (1838), Om Mistbænkes og Mistbedes Anlæg (1841). End videre har han skrevet flere artikler til Havetidende, af hvilket tidsskrift han var medredaktør fra 1835-41.
Han blev begravet på Assistens Kirkegård, men graven blev 1880 flyttet til Garnisons Kirkegård.
Der fines et portrætmaleri af Mørch af en engelsk kunstner.